# (32891) Amatrice
1994 CE1 (asteroide 32891) é um asteroide da cintura principal. Possui uma excentricidade de 0.14171690 e uma inclinação de 13.38177º.
Este asteroide foi descoberto no dia 9 de fevereiro de 1994 por Vincenzo Silvano Casulli em Colleverde.